# 麥克氏山短腳鵯
绿翅短脚鹎（学名：Ixos mcclellandii）为鹎科棕耳鵯屬的鸟类，又名麦克氏短脚鹎。分布于印度至中南半岛以及中国大陆的西藏、四川、云南、贵州、广西、湖南、广东、福建等地，主要栖息于海拔约2300米以下的次生阔叶林、混交林、松、杉针叶林以及也见于溪流河畔或村寨附近的竹林、杂木林丛中。该物种的模式产地在印度阿萨姆。

## 亚种
- 绿翅短脚鹎华南亚种（学名：Ixos mcclellandii holtii），是中国的特有亚种。分布于四川、云南、贵州、广西、湖北、湖南、安徽、江西、广东、福建等地。该物种的模式产地在福建福州北岭。[3]
- 绿翅短脚鹎指名亚种（学名：Ixos mcclellandii mcclellandii）。分布于印度东北部、向东沿喜马拉雅山脉至阿萨姆东部、包括雅鲁藏布江北岸和南岸以及中国大陆的西藏等地。该物种的模式产地在印度阿萨姆。[4]
- 绿翅短脚鹎云南亚种（学名：Ixos mcclellandii similis）。分布于缅甸、老挝、越南以及中国大陆的云南、海南等地。该物种的模式产地在云南西部怒江和龙川江间山脉。[5]